# Karl Thieme senior
Karl Thieme (Senior) (* 20. Juli 1862 in Neusalza-Spremberg; † 13. November 1932 in Frankfurt am Main) war ein evangelisch-lutherischer Theologe.
Von 1882 bis 1886 studierte Thieme evangelische Theologie an der Universität Leipzig. 1887 promovierte er in Philosophie, ein Jahr später in Theologie. Die Habilitation folgte 1890. Ab 1894 war er außerordentlicher Professor für Systematische Theologie an der Universität Leipzig.
Karl Thieme senior ist der Vater des Historikers und Theologen Karl Thieme und des Rechtshistorikers Hans Thieme.

## Werke
- Die sittliche Triebkraft des Glaubens. Eine Untersuchung zu Luthers Theologie. Leipzig 1895.
- Luthers Testament wider Rom in seinen Schmalkaldischen Artikeln. Deichert 1900
- Die christliche Demut. Eine historische Untersuchung zur christlichen Ethik. Leipzig 1906
- Das Apostolische Glaubensbekenntnis. Leipzig: Quelle & Meyer 1914 (Wissenschaft und Bildung; 129)
- Persönlichkeit und Gemeinschaft, ein Gegenwartsproblem der Kirche. Leipzig: Quelle & Meyer 1918
- Religion und Sittlichkeit. Leipzig 1920
- Die Augsburgische Konfession und Luthers Katechismen. Gießen 1930
- Der Geist der lutherischen Ethik in Melanchthons Apologie. Gießen 1931